# Observations sur Plusieurs Plantes Nouvelles
Observations sur Plusieurs Plantes Nouvelles (abreviado Observ. Pl. Nouv.) es un libro ilustrado con descripciones botánicas que fue escrito por el botánico y taxónomo francés Claude Thomas Alexis Jordan. Se publicó en siete partes en los años 1846-1849 con el nombre de Observations sur Plusiers Plantes Nouvelles Rare ou Critiques de la France....